# Allargamento della zona euro
     Zona euro
     UE appartenenti agli AEC II
     UE appartenenti agli AEC II con deroga
     UE non appartenenti agli AEC II
     Non UE che usano bilateralmente l'euro
     Non UE che usano unilateralmente l'euro
L'euro fu introdotto come unità di conto virtuale il 31 dicembre 1998 in undici stati membri dell'Unione europea, mentre sotto forma di monete e banconote il 1º gennaio 2002.
Il primo allargamento avvenne nel 2001 con l'adesione della Grecia; ciò le permise di introdurre le nuove banconote e monete contemporaneamente agli undici stati originari.
In seguito la moneta è stata introdotta nei seguenti paesi:
- Slovenia (1º gennaio 2007)
- Cipro e Malta (1º gennaio 2008)
- Slovacchia (1º gennaio 2009)
- Estonia (1º gennaio 2011)
- Lettonia (1º gennaio 2014)
- Lituania (1º gennaio 2015)
- Croazia (1º gennaio 2023)
- Bulgaria (1º gennaio 2026)

L'euro è in vigore come valuta unica in venti dei ventisette stati membri dell'UE.

## Criteri di accesso
L'adesione ufficiale alla zona euro di uno stato membro dell'Unione europea è subordinata al rispetto di criteri economici sanciti dal Trattato di Maastricht (1992), noti come parametri di Maastricht.
Alcuni microstati, che prima dell'introduzione godevano di particolari accordi monetari con stati membri dell'UE, hanno potuto introdurre l'euro, ma non è stata loro consentita la partecipazione alle decisioni relative agli affari economici e monetari della zona euro: non possono partecipare alle riunioni dell'Ecofin. Inizialmente i microstati aderenti all'euro furono Monaco, San Marino e la Città del Vaticano. Andorra cominciò ad utilizzare l'euro senza un accordo con la Banca centrale europea. L'accordo fu raggiunto il 30 giugno 2011: il microstato ha iniziato a far circolare euro il 15 gennaio 2015.
| Stato                  | Inflazione (media su 12 mesi dei tassi annuali) | Rapporto deficit/PIL       | Rapporto debito pubblico/PIL | Membro AEC II               | Tasso di cambio   | Interesse bond decennale (media su 12 mesi) | Compatibilità legislativa |
| Valori di riferimento  | Max 3,3% A maggio 2024                          | Max 3,0% Anno fiscale 2023 | Max 60% A maggio 2023        | Minimo 2 anni A giugno 2024 | Max 2,6% Nel 2023 | Max 4,8% A maggio 2024                      | Sì A marzo 2024           |
| Bulgaria (giugno 2025) | 2,7%                                            | 2,8%                       | 25,1%                        | 4 anni e 10 mesi            | 0,0%              | 3,9%                                        | Sì                        |
| Rep. Ceca              | 6,3%                                            | 3,7% (esente)              | 44,0%                        | No                          | 2,3%              | 4,2%                                        | No                        |
| Danimarca              | 1,1                                             | -3,1% (surplus)            | 29,3%                        | 25 anni e 5 mesi            | 0,2%              | 2,6%                                        | n.d.                      |
| Ungheria               | 8,4%                                            | 6,7%                       | 73,5%                        | No                          | 2.4%              | 6,8%                                        | No                        |
| Polonia                | 6,1%                                            | 5,1%                       | 49,6%                        | No                          | 3,1%              | 5,6%                                        | No                        |
| Romania                | 7,6%                                            | 6,6%                       | 48,8%                        | No                          | -0,3%             | 6,4%                                        | No                        |
| Svezia                 | 3,6%                                            | 0,6%                       | 31,2%                        | No                          | -8,0%             | 2,5%                                        | No                        |

## Membri aderenti agli accordi europei di cambioAec II
| Valuta                                                       | Codice | Tasso di cambio fisso | Data obiettivo  |
| ------------------------------------------------------------ | ------ | --------------------- | --------------- |
| Membri aderenti agli Accordi europei di cambio Aec II        |        |                       |                 |
| Corona danese                                                | DKK    | 7,46038               | non in agenda   |
| Lev bulgaro                                                  | BGN    | 1,95583               | 1º gennaio 2026 |
| Obbligati all'adesione agli Accordi europei di cambio Aec II |        |                       |                 |
| Corona ceca                                                  | CZK    | —                     | da stabilirsi   |
| Fiorino ungherese                                            | HUF    | —                     | non in agenda   |
| Złoty polacco                                                | PLN    | —                     | non in agenda   |
| Leu romeno                                                   | RON    | —                     | da stabilirsi   |
| Corona svedese                                               | SEK    | —                     | non in agenda   |

Tutti gli altri membri dell'Unione europea devono adottare l'euro, ad eccezione della Danimarca, comunque membro degli accordi europei di cambio Aec II, che ha ricevuto una deroga dal Trattato di Maastricht. I seguenti membri hanno avuto accesso agli accordi europei di cambio Aec II, nel quale devono rimanere due anni prima di adottare la moneta unica.

### Danimarca
La corona danese fa parte dell'AEC II, con una banda di oscillazione del 2,25% rispetto al tasso di cambio centrale — una banda più stretta di quella della maggior parte dei membri. In seguito all'iniziale rifiuto danese del Trattato di Maastricht tramite referendum, la Danimarca ha negoziato un opt-out sull'adesione all'eurozona in base all'Accordo di Edimburgo e non è obbligata ad adottare l'euro.
Dal 2011 sondaggi mostrarono un rapido declino nella percentuale di danesi favorevoli all'adozione dell'euro. Nonostante ciò, la Danimarca ha comunque deciso nello stesso anno di partecipare al patto per l'Euro.

### Bulgaria
Il lev bulgaro, pur non facendo parte dell'AEC II, è stato legato all'euro fin dalla nascita di questo (1,95583 BGN = 1 EUR), poiché in precedenza era ancorato con cambio fisso al marco tedesco. La Bulgaria sin dal 2007 rispetta la maggior parte dei criteri per l'adesione all'UEM e all'epoca prevedeva di aderire all'AEC II all'inizio del 2009, in modo da soddisfare tutti i parametri di Maastricht per aderire all'eurozona nel 2012, data allora fissata in via provvisoria dal ministro delle finanze, Plamen Orešarski.
Il 30 giugno 2021 è stato adottato un progetto di piano nazionale per l'introduzione dell'euro, cui fece seguito la dichiarazione di voler adottare l'euro nel 2024. A causa del ritardo nell'approvare la necessaria legislazione e del mancato rispetto del parametro dell'inflazione il 17 febbraio 2023 il governo ha posticipato al 2025, salvo poi nel giugno 2024 stabilire insieme alla Commissione europea che il paese non soddisfa ancora il criterio della stabilità dei prezzi, rinviando l'adozione della moneta unica al 2026.
A giugno 2025, visto il raggiungimento di tutti i parametri di convergenza previsti, la presidente della Commissione Europea, Ursula von der Leyen, annuncia l'adozione definitiva della valuta nel paese a partire dal 1º gennaio 2026.

## Obbligati all'adesione agli Accordi europei di cambioAec II
I seguenti stati devono aderire all'AEC II prima di poter adottare l'euro.

### Polonia
In base al Trattato di Atene, la Polonia è obbligata all'ingresso nella zona euro e, come prerequisito, alla stabilizzazione di alcuni vincoli macroeconomici.
Un ostacolo politico è dato dal fatto che l'adozione dell'euro implica una modifica della Costituzione della Repubblica di Polonia, procedura assai lunga e che richiede la maggioranza parlamentare dei 2/3, di cui il Governo non dispone.
Al momento la Polonia non ha una tabella di marcia per l'adesione all'AEC II. Inoltre l'opinione pubblica, dalla crisi del debito sovrano europeo, si è progressivamente orientata contro l'adesione all'euro.
Date queste difficoltà, nel gennaio 2013 il presidente polacco affermò che la questione deve essere rimandata a dopo le elezioni del 2015.
Nel settembre del 2014, il presidente polacco ha esortato il nuovo premier Ewa Kopacz a rompere gli indugi sul tema dell'adozione, affrontare il dibattito e prendere una decisione.

### Rep. Ceca
Inizialmente la Repubblica Ceca aveva l'intenzione di adottare l'euro nel 2010. In seguito la data è stata posticipata per il forte deficit del Paese: nel 2007 infatti il Ministro delle Finanze della Repubblica Ceca ha posticipato la data al 2012. La data è slittata poi al 2015 con il governo Mirek Topolánek, per poi essere ancora spostata indicativamente per il 2019.
Mentre nel 2014 i dati economici sono tornati a rispettare i 5 criteri di convergenza, diversi esponenti politici hanno iniziato a proporre un referendum di conferma prima di procedere all'adesione, sebbene una consistente maggioranza della popolazione negli ultimi anni si sia orientata contro il progetto europeo e non vede di buon occhio l'abbandono della moneta nazionale.

### Romania
Il leu romeno non fa ancora parte dell'AEC II. Il presidente della BCE ha affermato nel giugno 2007 che "la Romania ha molto lavoro da fare ... per un periodo di diversi anni" prima di aderire all'AEC II.
A marzo 2018, la data programmata fu per l'anno 2024, secondo il piano nazionale di cambio verso l'Euro. Nel 2021, questa data viene inizialmente spostata al 2027 o al 2028 per poi essere nuovamente posticipata al 2029.

### Svezia
In base al Trattato di Corfù, approvato mediante referendum, la Svezia sarebbe tenuta ad entrare nella zona euro e quindi ad adottare la moneta unica. Nonostante ciò, il 14 settembre 2003 si tenne un ulteriore referendum relativo all'euro, che ebbe esito contrario all'adozione della moneta comune (56% contrari; 42% favorevoli). Il governo svedese ha sostenuto che stare al di fuori dell'eurozona è legale, poiché uno dei requisiti per l'ingresso è l'appartenenza per almeno due anni all'AEC II; scegliendo semplicemente di rimanere al di fuori del meccanismo dei tassi di cambio, il governo svedese è riuscito ad evitare il rispetto dell'obbligo di adozione dell'euro. Alcuni dei maggiori partiti svedesi continuano a credere che aderire sarebbe nell'interesse nazionale, ma tutti si sono impegnati ad attendere l'esito di un futuro referendum e non mostrano interesse nel sollevare la questione.
Prima delle elezioni parlamentari del settembre 2006, tutti i maggiori partiti erano d'accordo nel non sollevare la questione prima delle successive elezioni (che si sono tenute nel settembre 2010). I partiti sembrano concordare sul fatto che la Svezia non adotterà l'euro se non dopo un secondo referendum. Finora i sondaggi (come quello di maggio 2008, con il 34,6% di favorevoli, 51,7% di contrari e 13,7% di indecisi) hanno mostrato una stabile maggioranza di contrari.

### Ungheria
L'Ungheria intendeva sostituire il fiorino ungherese nel periodo 2010-2012, ma tale data in seguito è stata posticipata in base all'andamento dell'economia nazionale. In origine l'Ungheria aveva pianificato di adottare l'euro come sua valuta ufficiale il 1º gennaio 2010, ma quella data è stata abbandonata a causa del deficit di bilancio eccessivamente alto. Il fiorino non fa tuttora parte dell'AEC II.
È realisticamente difficile che l'Ungheria possa aderire alla zona euro in tempi brevi, almeno fino a che non avrà migliorato la gestione della finanza pubblica. Nel 2008 il deficit di bilancio ammontava al 6% del PIL, mentre il rapporto tra debito pubblico e PIL si attestava al 67%. Ad aprile 2013, il deficit di bilancio è rientrato all'1,9%, in linea con i criteri di convergenza, ma il debito pubblico continua a crescere a tassi superiori di quelli del PIL, attestandosi al 79,2%.